# WAB He 2/2 31–32
Die WAB He 2/2 31–32 sind zwei elektrische Zahnradlokomotiven der schweizerischen Wengernalpbahn, kurz WAB. Ursprünglich war geplant, diese im Jahre 1995 beschafften Lokomotiven, als endgültigen Ersatz für die letzten sich im Einsatz befindenden He 2/2 51–65 aus den Jahren 1909 bis 1929 zu verwenden, mit Stand 2020 sind aber einzelne dieser zwischenzeitlich über 100-jährigen Lokomotiven immer noch täglich im Rangierdienst im Bahnhof Lauterbrunnen im Einsatz. 

## Geschichte
Ab 1992 gab es bei der Wengernalpbahn (WAB) Überlegungen, neue Zahnradlokomotiven zu beschaffen. So wurden im Jahre 1995 zwei solcher Lokomotiven He 2/2 31–32 von Stadler Rail, ABB und SLM gebaut. Die neuen Loks sollten für den endgültigen Ersatz der WAB He 2/2 51–56 sorgen und somit auch den Lokomotivpark der WAB ausreichend modernisieren. Zum weiteren sollten sie die Aufgabe haben, die Güterzüge auf der Seite Lauterbrunnen, genauso die dortigen Schneeräumzüge zu fahren. 2008 wurden beide Lokomotiven als Schiebelok für die Xrote 21 umgebaut. Im Jahre 2005 erhielten sie zudem eine Revision und wurden 2011 umgebaut.

## Technik und Aufbau
Die He 2/2 31–32 besitzen einen geschweissten Stahlrahmen, welcher in marineblau angestrichen ist. Der Führerstand ist geschlossen und hat eine Stirnwandtür zur talseitigen Rangierplattform. Beide Loks haben in beide Fahrtrichtungen Führertische, können aber auch funkferngesteuert werden. Die 5,75 m langen und 16,0 t schweren Loks haben die Achsformel 2zz. Auf beiden Laufachsen befindet sich ein angetriebenes Zahnrad. Die Lokomotiven haben eine Rekuperationsbremse. Da sie 22 km/h Höchstgeschwindigkeit bewältigen können, können sie mit allen Triebwagen mithalten und somit auch während des laufenden Hochbetriebes verkehren. Als Triebmotoren haben sie Drehstrommotoren und erreichen eine Stundenleistung von 460 kW. Es sind die ersten Zahnradfahrzeuge mit Drehstrom-Umrichterantrieb.

## Einsatz
Die He 2/2 31 und 32 sind in Lauterbrunnen stationiert und kommen hauptsächlich auf dem Streckenabschnitt Lauterbrunnen–Wengen zum Einsatz. Vornehmlich verkehren die Lokomotiven mit Güter-, Arbeits-, Bau- und Schneeräumzügen. Bei Bedarf auch mit Personenwagen, um so grössere Fahrgastanstürme bewältigen zu können.

## Bildergalerie

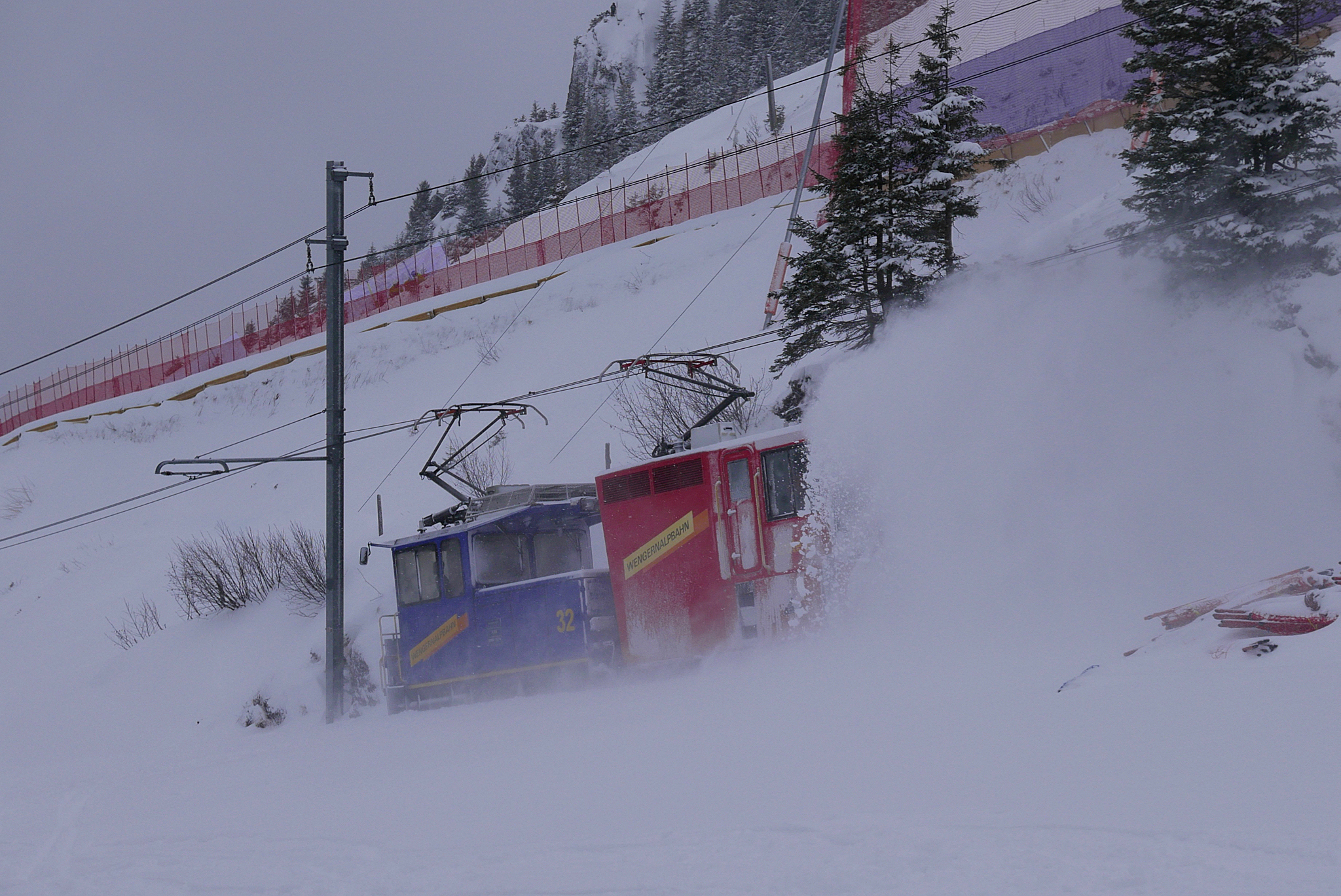
He 2/2 31 zusammen mit der Zaugg Schneeschleuder Xrote_21 auf der Wengernalp, 2017
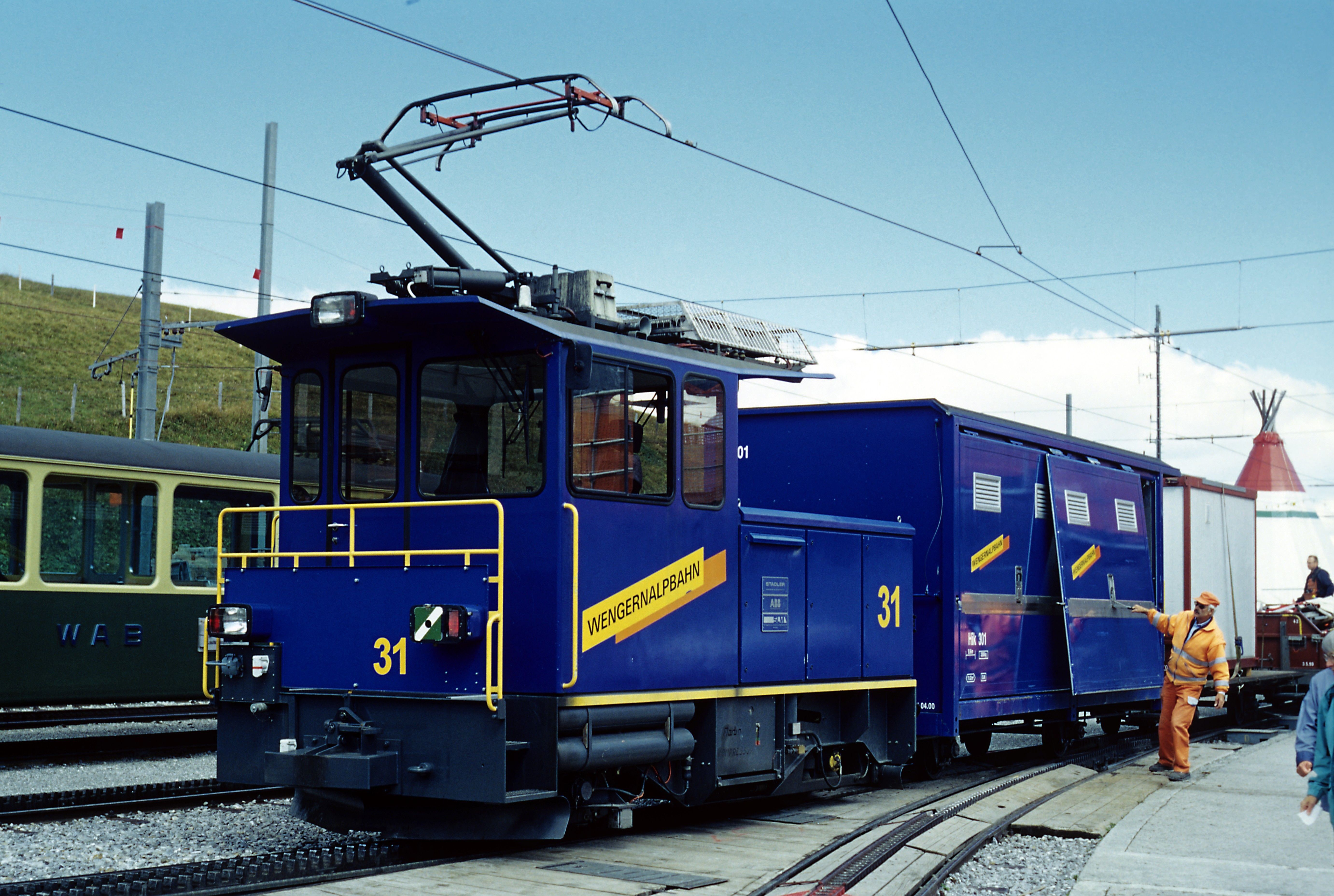
He 2/2 31 mit Güterzug beinhaltend den Schiebewandwagen Hik 301 auf der Kleinen Scheidegg, 2003